# Die Maledos
Die Maledos ist ein 1958 gegründetes Gesangs- und Musikterzett des Mombacher Carneval Vereins die Bohnebeitel. Der Name Maledos leitet sich von den Maleten ab, der Mombacher Bezeichnung für die Aprikose.

## Bandgeschichte
Die Maledos gibt es seit 1958 in der Mainzer Fastnacht. Sie traten damals noch im Kurfürstlichen Schloss auf, da nach dem Krieg noch keine geeignete Halle in Mombach existierte. Die Ur-Besetzung der drei Maledos war: Gusti Becht, Jupp Mentges und Horst Hörsken. 1959 trat Lothar Mohr der Gruppe bei. 1965 trat die Gruppe in der ersten Fernsehsitzung Mainz bleibt Mainz auf und sorgte mit ihrer Parodie auf die „Beatles“ für Furore. Das ZDF erreichte mit der Sendung 10,5 Millionen deutsche Bildschirme. Nach dieser Kampagne schied der Mitbegründer Horst Hörsken aus beruflichen Gründen aus. Fortan gab es drei Maledos.
1970 persiflierte das Terzett die Krimisucht der Deutschen bei Emma Peel und Solo für O.N.K.E.L.
Das 25-jährige Jubiläum wurde in der renovierten Halle des Mombacher Turnvereins gefeiert. Diesmal waren es vier Maledos: Gusti Becht (Gitarre), Lothar Mohr (Akkordeon), Klaus-Dieter Becht (Akkordeon), der 1976 der Gruppe beitrat, und Robert Bartsch (Kontrabass + Text). Die doppelte Akkordeonbesetzung rührte von einem saisonalen Ausfall Lothar Mohrs her, währenddessen Becht einsprang und seitdem den Maledos angehört.

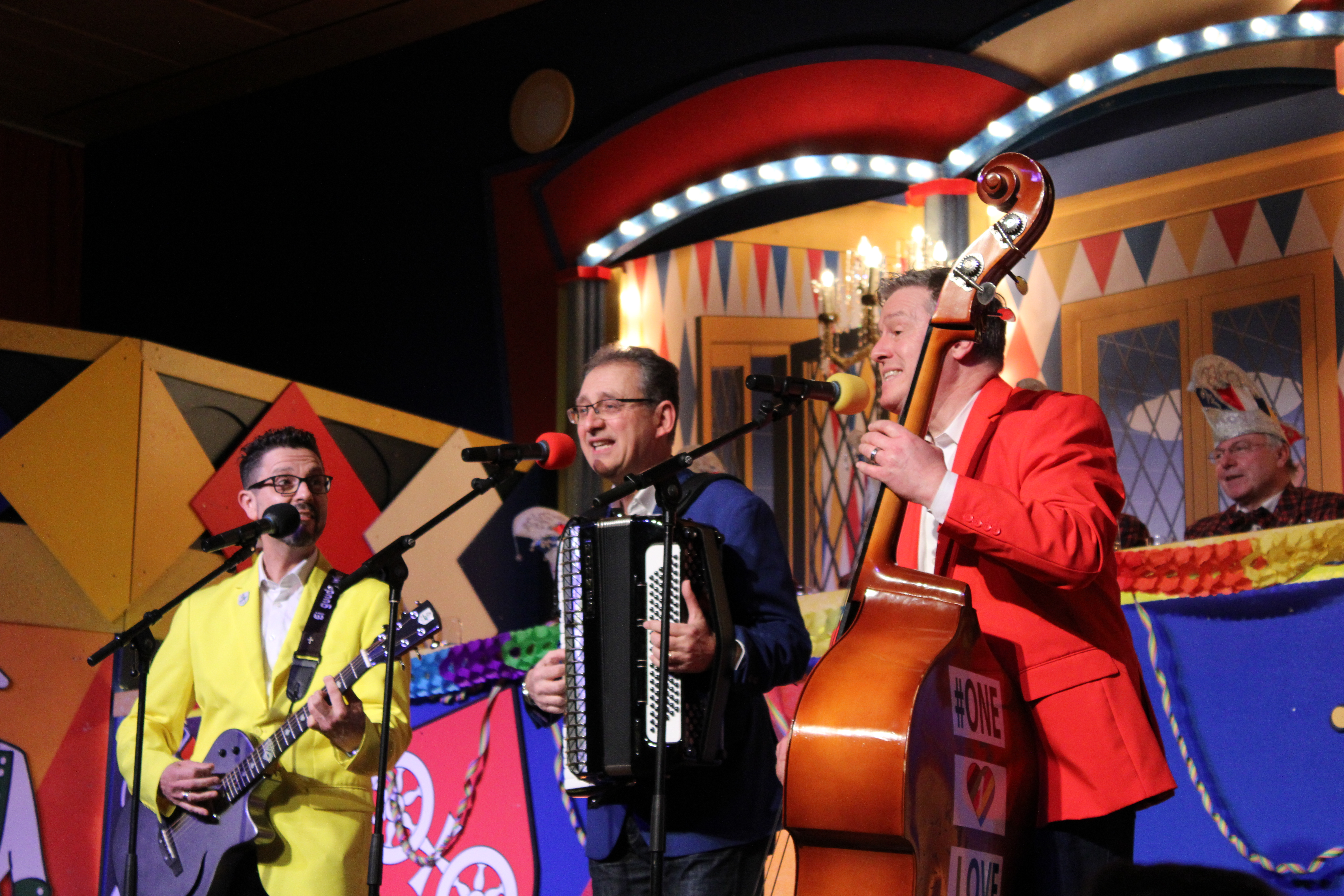
Uwe Ferger, Klaus-Dieter Becht und Dieter Scheffler 2023

Im Jahr 2005 stand der 65-jährige Mitbegründer der Maledos, Gusti Becht, seit dem Gründungsjahr 1958 ununterbrochen und damit 47 Jahre auf der Bohnebeitel-Bühne. Im Auftrag des Oberbürgermeisters Jens Beutel wurde er durch Ortsvorsteherin Eleonore Lossen-Geißler mit dem Leporello der Mainzer Fastnacht ausgezeichnet, der auch den Saal des MTV schmückt.
Nach dem Ausscheiden Gusti Bechts (starb 2016) bestehen die Meledos aus Klaus-Dieter Becht, Dieter Scheffler (seit 1994) und Uwe Ferger (seit 2001). Robert Bartsch zog sich aus gesundheitlichen Gründen bereits in den Jahren vorher zurück und starb 2007.
Neben den Bühnenauftritten bei KCK, den Ulkern, Prinzengarde etc. traten die Maledos auch bei der ZDF-Sendung Schlagerkonfetti, die in den 1970er Jahren von der Mainzer Ranzengarde veranstaltet wurde und der Sendung Narren nach Noten auf.

## Singles
- Junge Meedcher un en Sack voll Flee
- Mein lieber Herr Gesangverein/Haste was, 1972
- Remmi Demmi/Alles aus Liebe, 1973
- Wutze-Tango, Ohne Worscht und ohne Woi, 1982
- Loss en trinke, sunst verderrt er der
- Oi, oi, oi, oi, jetzt trink ich erst emol en Woi, 2006